# Bìm bịp đầu vàng sẫm
Bìm bịp đầu vàng sẫm (danh pháp hai phần: Centropus milo) là một loài chim thuộc chi Bìm bịp, họ Cuculidae.
Bìm bịp đầu vàng sẫm là loài phổ biến đặc hữu các hòn đảo trung tâm của quần đảo Solomon. Môi trường sống tự nhiên của nó là vùng đất thấp ẩm nhiệt đới và rừng trên núi, chủ yếu là rừng sơ cấp và thứ sinh.